# Aethaloptera evanescens
Aethaloptera evanescens är en nattsländeart som först beskrevs av Mclachlan 1880.  Aethaloptera evanescens ingår i släktet Aethaloptera och familjen ryssjenattsländor. Inga underarter finns listade i Catalogue of Life.